# WAP
WAP (viết tắt của Wireless Application Protocol - Giao thức Ứng dụng Không dây) là một tiêu chuẩn công nghệ cho các hệ thống truy nhập Internet từ các thiết bị di động như điện thoại di động, PDA. Mặc dù tiêu chuẩn này chưa được chuẩn hóa trên toàn cầu, nhưng những ứng dụng của giao thức này đã tác động rất lớn đến ngành công nghiệp di động và các lĩnh vực dịch vụ liên quan. WAP là giao thức truyền thông mang lại rất nhiều ứng dụng cho người sử dụng thiết bị đầu cuối di động như E-mail, web, mua bán trực tuyến, ngân hàng trực tuyến, thông tin chứng khoán.
Với các xu hướng triển khai các ứng dụng vô tuyến băng thông rộng trong mạng NGN, rất nhiều các công nghệ đã được đề xuất để tích hợp và hội tụ các dịch vụ mạng. WAP là một giải pháp công nghệ đem lại nhiều lợi ích cho người sử dụng thiết bị đầu cuối vô tuyến cũng như các gia tăng giá trị của các nhà cung cấp dịch vụ mạng. Tuy nhiên, triển khai WAP là một vấn đề phức tạp và liên quan tới nhiều hướng phát triển công nghệ khác như phần cứng, bảo mật và các vấn đề khác.

## Mô hình kiến trúc giao thức WAP
Mô hình WAP chính là mô hình WWW (World Wide Web) với một số tính năng nâng cao. Trong đó, hai tính năng quan trọng nhất là: đẩy (Push) và hỗ trợ thoại. Nội dung thông tin WAP được truyền tải nhờ một tập các giao thức truyền thông tiêu chuẩn trong tập giao thức WAP. WAP định nghĩa một tập các thành phần tiêu chuẩn cho phép truyền thông giữa thiết bị đầu cuối và máy chủ mạng gồm:
- Mô hình tên tiêu chuẩn: Các URL được sử dụng để nhận dạng nội dung WAP trên các máy chủ, URI được sử dụng để nhận dạng tài nguyên trong một thiết bị, ví dụ như chức năng điều khiển cuộc gọi.
- Kiểu nội dung: được đưa ra trên kiểu đặc trưng giống như WWW.
- Các khuôn dạng nội dung tiêu chuẩn: dựa trên công nghệ WWW và bao gồm ngôn ngữ đánh dấu, thông tin lịch, các đối tượng, hình ảnh và ngôn ngữ kịch bản (Script).
- Các giao thức truyền thông tiêu chuẩn: cho phép truyền thông các yêu cầu đầu cuối di động tới máy chủ mạng thông qua cổng WAP. Các tiêu chuẩn này tối ưu theo hướng của thiết bị đầu cuối sử dụng.

Tương tự như mô hình kết nối hệ thống mở OSI, các ngăn xếp của giao thức WAP được chia thành các lớp cho phép dễ dàng mở rộng, thay đổi và phát triển. Giao thức truy nhập ứng dụng vô tuyến WAP gồm có 5 lớp:
- Lớp truyền tải: giao thức datagram vô tuyến (WDP)
- Lớp bảo mật: giao thức lớp truyền tải vô tuyến (WTLS)
- Lớp giao vận: giao thức giao vận vô tuyến (WTP)
- Lớp phiên: giao thức phiên vô tuyến (WSP)
- Lớp ứng dụng: Môi trường ứng dụng vô tuyến (WAE)

Tất cả các ngăn xếp giao thức WAP đều được thiết kế để phù hợp với các điều kiện ràng buộc của mạng di động. Mỗi một lớp cung cấp một tập các chức năng hoặc các dịch vụ tới các dịch vụ và ứng dụng khác qua tập giao diện tiêu chuẩn. Kiến trúc WAP tách các giao tiếp dịch vụ từ các giao thức cung cấp dịch vụ để cho phép mở rộng các đặc tính và tự do lựa chọn các giao thức thích hợp cho một nội dung cụ thể. Rất nhiều các dịch vụ trong ngăn xếp có thể được hỗ trợ bởi một hoặc nhiều giao thức. Ví dụ dịch vụ truyền đa phương tiện được hỗ trợ bởi 2 giao thức HTTP và WSP.
Các giao thức trên lớp này được thiết kế và chọn lựa để điều hành trên nhiều dịch vụ mang khác nhau, bao gồm nhắn tin ngắn SMS, dữ liệu chuyển mạch kênh và dữ liệu gói. Các kênh mang đưa ra nhiều mức chất lượng dịch vụ khác nhau tương ứng với thông lượng, tỉ lệ lỗi, và độ trễ. Các giao thức lớp mang thông tin được tạo ra nhằm khắc phục các điểm yếu của kênh mang thông tin, tuỳ biến theo từng loại hình dịch vụ.

### Lớp dịch vụ truyền tải
Lớp này cung cấp sự hội tụ giữa các dịch vụ mang với các phần còn lại của ngăn xếp WAP. Giao thức dữ liệu vô tuyến WDP (Wireless Datagram Protocol) chứa một tập các kết nối kênh mang khác nhau và hỗ trợ các kỹ thuật để các giao thức chạy trên nó. Các tập kết nối này thay đổi theo hạ tầng cơ sở mạng và các dịch vụ truyền thông cần cung cấp. WDP truyền và nhận các dữ liệu từ các thiết bị đầu cuối mạng, WDP cũng thực hiện việc phân đoạn gói tin và đóng gói các datagram cho phù hợp với đặc tính của kênh mang thông tin. Giao thức bản tin điều khiển vô tuyến WSMP là một phần mở rộng của WDP là giao thức báo cáo lỗi có cơ chế tương tự ICMP trong Internet, giao thức này hữu dụng khi WAP không sử dụng trên kênh mang IP hoặc cho mục đích thu thập thông tin và chẩn đoán mạng.

### Lớp bảo mật
Mục tiêu của bảo mật lớp truyền tải vô tuyến WTLS (Wireless Transport Layer Security) là đảm bảo tính năng bảo mật giữa các thiết bị đầu cuối WAP và cổng/ủy quyền WAP. WTLS đưa ra khung làm việc cho các kết nối an toàn cho các ứng dụng truyền thông 2 chiều. WTLS sử dụng các thành phần từ các giao thức bảo mật cơ bản của Internet như lớp socket an toàn SSL (Socket Security Layer) và bảo mật lớp truyền tải TLS (Transport Layer Security). Nguyên tắc của WTLS cho phép chứng nhận các dữ liệu gốc, xác nhận bản quyền của bản tin. Để đảm bảo tính riêng tư và tính toàn vẹn của dữ liệu, các kỹ thuật mã hoá và các mã nhận thực bản tin được sử dụng. Để thiết lập các đấu nối an toàn, trong pha thiết lập được tạo ra các tham số cần thiết như: đặt tham số, chuyển đổi khoá, và nhận thực. Giống như các giao thức khác của WAP, WTLS tối ưu cho các kênh truyền thông băng hẹp.

### Lớp giao vận
Giao thức giao vận vô tuyến WTP (Wireless Transaction Protocol) có nhiệm vụ đáp ứng các yêu cầu và trả lời về phương tiện truyền thông từ người sử dụng tới máy chủ ứng dụng và ngược lại. WTP tương thích với các điều kiện ràng buộc về băng thông hẹp của môi trường vô tuyến, trong đó nó tối thiểu tiêu đề giao thức qua việc tối thiểu số lượng lần phát lại. Các đặc tính chủ chốt của WTP là cung cấp các dịch vụ giao vận cho các hoạt động trực tuyến như duyệt Web.
WTP được thiết kế để tăng số lượng các pha giao vận, giảm các thủ tục phát lại, xác nhận và thủ tục giải phóng. Ngoài ra, WTP còn có thể mở rộng chức năng phân đoạn và tạo lại bản tin. Tổ hợp giao thức giao vận vô tuyến WTP và giao thức phiên vô tuyến WSP (Wireless Session Protocol) cung cấp dịch vụ truyền tải siêu văn bản (hypermedia) giữa các phần tử mạng qua truyền tải phi kết nối, trong khi giao thức truyền tải siêu văn bản HTTP cung cấp dịch vụ truyền tải siêu văn bản qua truyền tải có hướng kết nối.

### Lớp phiên
Giao thức lớp phiên vô tuyến WSP hỗ trợ lớp ứng dụng của WAP mô tả trong phiên với một giao tiếp của 2 dịch vụ phiên: kết nối có hướng đảm bảo độ tin cậy và phi kết nối không đảm bảo độ tin cậy. WTP cung cấp các phương tiện truyền thông như:
- Hỗ trợ chức năng HTTP, để giảm tải cho WSP thì sử dụng phiên bản HTTP 1.1.
- Ghép nối người dùng vào thành viên của phiên truyền thông dữ liệu có thời gian truyền lớn.
- Yêu cầu cho các máy chủ đẩy dữ liệu tới người sử dụng.
- Tạo ra một chuỗi thủ tục cho phép ứng dụng máy chủ xác định người dùng có hoặc không hỗ trợ các phương tiện và cấu hình giao thức thích hợp.
- Khả năng ngừng và tái tạo phiên.

WSP hỗ trợ cơ chế cache tiêu đề để tăng hiệu quả kênh truyền. Giao thức HTTP truyền thống không hỗ trợ cache tiêu đề nên khoảng 90% các yêu cầu chứa các tiêu đề cố định vẫn phải chuyển trên mạng.

### Lớp ứng dụng
Môi trường ứng dụng vô tuyến WAE (Wireless Application Enviroment) nằm trong lớp ứng dụng cung cấp môi trường cho phép mở rộng miền các ứng dụng được sử dụng trên các thiết bị vô tuyến bao gồm cả dịch vụ tin nhắn đa phương tiện [3]. WAP có hai kiểu tác nhân (agent) trong thiết bị vô tuyến: tác nhân sử dụng WML (Wireless Markup Language) và agent sử dụng WTA (Wireless Telephony Application) để hỗ trợ thoại.

## Một số hạn chế của WAP
WAP ứng dụng ngôn ngữ WML để triển khai và thể hiện các trang web tiêu chuẩn cho phù hợp với các thiết bị di động. Sử dụng khuôn dạng tín hiệu dữ liệu tối ưu, WAP được thiết kế để duyệt các nội dung web tới thiết bị vô tuyến thông qua loại bỏ các thành phần đồ hoạ nhằm hiển thị trên màn hình nhỏ và hạn chế băng thông. Thực tế rất nhiều mã WML được sửa đổi từ mã HTML. Mặc dù WAP hỗ trợ cho hầu hết các thiết bị di động nhưng nó vẫn tồn tại một số điểm hạn chế trong giao thức này:
- Độ trễ:

WAP dựa trên giao thức TCP/IP và không tự xây dựng hệ thống bảo mật riêng cũng như khả năng tự đẩy dữ liệu, điều này sẽ ảnh hưởng tới những ứng dụng cần được chạy ngay khi người dùng đang truyền dữ liệu trên một ứng dụng khác. Nếu triển khai ứng dụng kiểu này sẽ tăng độ phức tạp của hệ thống lên rất lớn và ảnh hưởng trực tiếp tới phần cứng và băng thông yêu cầu.
- Bảo mật:

WAP là hệ thống giao thức điển hình không chứa bảo mật riêng, điều đó có nghĩa là dữ liệu không được mã hoá khi truyền. Các phần mềm bảo mật có thể được hỗ trợ cho WAP nhưng bị giới hạn vì độ ổn định, giá thành và thời gian thực hiện.
Gateway: Giải pháp WAP yêu cầu có gateway vô tuyến, vì vậy nó sẽ làm tăng giá thành của hệ thống.
- Kết nối liên tục:

Các ứng dụng WAP được xây dựng dựa trên kiến trúc yêu cầu/ đáp ứng vì vậy nó sẽ kết nối liên tục không giống như trên các trình duyệt trên các máy PC. Một số người sử dụng thường di chuyển vượt qua vùng phủ sóng và gây ra các lỗi kết nối. Vấn đề này có thể giải quyết bằng phương pháp "lưu và chuyển tiếp", giải pháp thêm vào này cũng làm tăng giá thành và độ phức tạp của hệ thống. Trên thực tế, việc thêm vào khả thường yêu cầu phần cứng kèm theo và tăng thêm băng thông sử dụng. 
- Triển khai dịch vụ:

WAP được tạo ra để duyệt nội dung các trang web, các nhà cung cấp nội dung được yêu cầu quản lý và duy trì các bản sao cho mỗi website. Các bản sao như vậy thực sự là không hiệu quả vì nó làm tăng giá thành khi mở rộng và bảo dưỡng hệ thống. 
- Tương tác thấp:

WAP rất khó tích hợp với các ứng dụng có sẵn trên các thiết bị, đây là giới hạn thường thấy của các giải pháp trên các đầu cuối có năng lực xử lý và giao diện màn hình nhỏ.
- Khả năng đẩy và kéo:

Các giải pháp WAP yêu cầu người sử dụng gửi các thông tin trước khi họ nhận chúng, Như vậy, email, cảnh báo không thể nhận ngay tức khắc. Thuật ngữ "kéo" liên quan tới khả năng của thiết bị để cảnh báo người sử dụng khi có dữ liệu của họ đến. chức năng đẩy là chức năng có sẵn của WAP nhưng nó yêu cầu thêm một lớp kiến trúc và như vậy sẽ làm tăng nguy cơ xảy ra lỗi và trễ.